# Liste deutscher Balladen
Diese Liste deutscher Balladen soll dem Auffinden von Artikeln zu bekannten Balladen dienen. Aus diesem Grund sind – soweit auffindbar – die Gedichtanfänge oder teilweise Refrains beigefügt.

## A

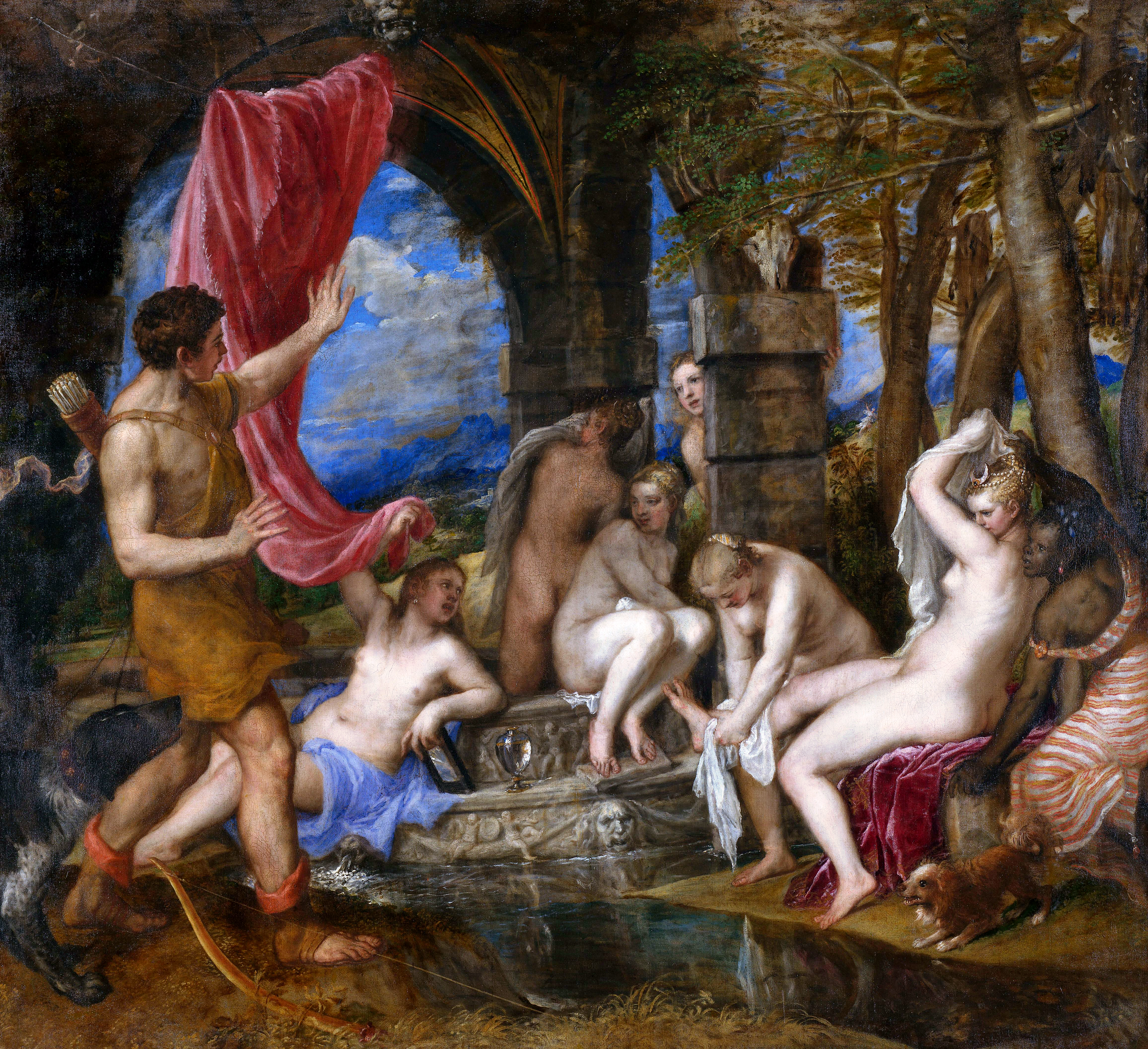
Tizian: Aktäon

- Adelstan und Röschen, Ludwig Heinrich Christoph Hölty

Ein Mann mit einem Ordensband, / Der Ritter Hardiknut, / Verließ die Stadt, und kam aufs Land, / Wie oft der Städter tut.
- Aktäon, Gottfried Keller

Aktäon hat im dunklen Hain / Das edle Wild gefällt, / Da sah von einem milden Schein / Die Waldflut er erhellt.
- Alkestis, Rainer Maria Rilke

Da plötzlich war der Bote unter ihnen, / hineingeworfen in das Überkochen / des Hochzeitsmahles wie ein neuer Zusatz.
- Altfriesische Sage vom ewigen Recht, Franz Karl Ginzkey

Zwölf Richter trieben durch Sturmes Not. / Segel und Steuer verlor ihr Boot. / Sie spähten rings nach Land umher. / Ohn’ alle Antwort blieb das Meer.
- Am letzten Tag des Jahres (Silvester), Annette von Droste-Hülshoff

Das Jahr geht um, / Der Faden rollt sich sausend ab. / Ein Stündchen noch, das letzte heut, / Und stäubend rieselt in sein Grab, / Was einstens war lebend'ge Zeit.
- An Agnes Bernauerin, Ludwig I.

Ein holdes Veilchen blühtest du verborgen / In kindlicher Zurückgezogenheit, / An deines Lebens harmlos stillen Morgen, / Bewußtlos deiner Liebenswürdigkeit.
- Andreas Hofer, Max von Schenkendorf

Als der Sandwirt von Passeier Innsbruck hat mit Sturm genommen, / Die Studenten, ihm zur Feier, Mit den Geigen mittags kommen,
- Anno Domini 1812, Richard Dehmel

Über Rußlands Leichenwüstenei / faltet hoch die Nacht die blassen Hände; / funkeläugig durch die weiße, weite, / kalte Stille starrt die Nacht und lauscht. / Schrill kommt ein Geläute.
- Apoll, der Entdecker, Carl Spitteler

Im Osten stand des Tags prophetisches Gestirn. / Des Dämons Schwingen rauschten um Apollons Stirn.
- Archibald Douglas, Theodor Fontane

Ich hab' es getragen sieben Jahr, / und ich kann es nicht tragen mehr, / wo immer die Welt am schönsten war, / da war sie öd' und leer.
- Aufschwung, Detlev von Liliencron

Mitten aus dem Schnee des Nordens, / Weit im Süden, aus der Nacht, / In des Annunciatenordens / Reicher Herrenmeistertracht:
- Aus dem schlesischen Gebirge, Ferdinand Freiligrath

Nun werden grün die Brombeerhecken; / Hier schon ein Veilchen – welch ein Fest! / Die Amsel sucht sich dürre Stecken, / Und auch der Buchfink baut sein Nest.
- Aus Köllen war ein Edelknecht, Clemens Brentano

Aus Köllen war ein Edelknecht / Um Botschaft ausgegangen, / Den Vater hielt ihm Engelbrecht / Der Bischof hart gefangen.

## B
- Ballade des äußeren Lebens, Hugo von Hofmannsthal

Und Kinder wachsen auf mit tiefen Augen, / Die von nichts wissen, wachsen auf und sterben, / Und alle Menschen gehen ihre Wege.
- Ballade vom Brennesselbusch, Börries von Münchhausen

Liebe fragte Liebe: „Sag, weshalb du weinst?“ / Raunte Lieb zur Liebe: „Heut ist nicht mehr wie einst!“
- Ballade vom kleinen Mann, Josef Weinheber

Wie jeden Tag durch die zwanzig Jahr, / die er dient in seinem Büro, / steht er auf, streicht mit den Fingern durchs Haar, / wärmt Kaffee sich auf dem Rechaud
- Ballade vom kranken Kind, Hugo von Hofmannsthal

Das Kind mit fiebernden Wangen lag, / Rotgolden versank im Laub der Tag. / Das Fenster hing voller wildem Wein, / Da sah ein fremder Jüngling herein.
- Ballade vom lieben Augustin, Franz Karl Ginzkey

War einst ein Spielmann im lustigen Wien, / Augustin hieß er, und wo er erschien, / lachten die Leute und freuten sich sehr. / War doch kein andrer so lustig wie er.
- Ballade vom Mazeppa, Bert Brecht

Mit eigenem Strick verstrickt dem eigenen Pferde / Sie schnürten ihn Rücken an Rücken dem Roß / Das wild aufwiehernd über heimatliche Erde / Gehetzt in den dunkelnden Abend hinschoß.
- Ballade vom verschütteten Leben, Rudolf Hagelstange
- Ballade vom Wasserrad, Bert Brecht

Freilich dreht das Rad sich immer weiter / dass, was oben ist, nicht oben bleibt. / Aber für das Wasser unten heißt das leider / Nur: Dass es das Rad halt ewig treibt.
- Ballade von den Abenteurern, Bert Brecht

Von Sonne krank und ganz von Regen zerfressen / Geraubten Lorbeer im zerrauften Haar / Hat er seine ganze Jugend, nur nicht ihre Träume vergessen / Lange das Dach, nie den Himmel, der drüber war.
- Ballade von den Seeräubern, Bert Brecht

Von Branntwein toll und Finsternissen / Von unerhörten Güssen naß / Vom Frost eisweißer Nacht zerrissen / Im Mastkorb, von Gesichtern blaß 
- Ballade von der Hanna Cash, Bert Brecht

Mit dem Rock von Kattun und dem gelben Tuch / Und den Augen der schwarzen Seen / Ohne Geld und Talent und doch mit genug / Vom Schwarzhaar, das sie offen trug / Bis zu den schwärzeren Zeh’n:
- Barbara Allen, Theodor Fontane
- Barbarossa, Friedrich Rückert

Der alte Barbarossa, / Der Kaiser Friedrich, / Im unterird’schen Schlosse / Hält er verzaubert sich.
- Belsatzar, Heinrich Heine

Die Mitternacht zog näher schon; / In stummer Ruh lag Babylon.
- Bertran de Born, Ludwig Uhland

Droben auf dem schroffen Steine / Raucht in Trümmern Autafort, / Und der Burgherr steht gefesselt / Vor des Königs Zelte dort:
- Bettlerballade, Conrad Ferdinand Meyer

Prinz Bertarit bewirtet Veronas Bettlerschaft / Mit Weizenbrot und Kuchen und edlem Traubensaft. / Gebeten ist ein jeder, der sich mit Lumpen deckt, / Der, heischend auf den Brücken der Etsch, die Rechte reckt.
- Bischof Kletus, August Stöber

Der Kaiser sitzt auf goldnem Thron, / im Purpurkleid mit goldner Kron'. / Auf seidnen Kissen funkelnd ruht / des Golds und der Kleinodien Glut.
- Blaubart, Friedrich Wilhelm Gotter

Blaubart war ein reicher Mann, / hatte Haus und Hof und Garten, / schmauste, zechte, spiele Karten, / lebte wie ein Tartarchan.
- Blücher am Rhein, August Kopisch

Die Heere blieben am Rheine stehn: / Soll man hinein nach Frankreich gehn? / Man dachte hin und wieder nach; / allein der alte Blücher sprach:
- Blücher bei Brienne, August Kopisch

Es stob da um Brienne / gerad wie auf der Tenne! / Napoleon hielt uns Stange: / Das währt dem Vater Blücher allzulange.
- Botenart, Anastasius Grün

Der Graf kehrt heim vom Festturnei, / Da wollt an ihm sein Knecht vorbei. / „Holla, woher des Wegs? Sag' an! / Wohin, mein Knecht, geht deine Bahn?“
- Bothwell, Emanuel Geibel

Wie bebte Königin Marie, / Als durchs geheime Pförtlein spat / Mit ungebognem Haupt und Knie / In ihr Gemach Graf Bothwell trat!
- Brigitte B., Frank Wedekind

Ein junges Mädchen kam nach Baden, / Brigitte B. war sie genannt, / fand Stellung dort in einem Laden, / wo sie gut angeschrieben stand.
- Brusehawer (1478), Paul Richter

Es knirschte Herr Werner von Schulenburg zu Gartz im Pommerlande: / „Will ihnen schon beugen den steifen Hals, der störrischen Bauernbande!“

## C
- Chidher, Friedrich Rückert

Chidher, der ewig junge, sprach: / Ich fuhr an einer Stadt vorbei, / Ein Mann im Garten Früchte brach; / Ich fragte, seit wann die Stadt hier sei?
- Charlotte Corday, Gertrud Kolmar

Die in Schleiern schwebend und geweiht, / Eine aschenblonde Kerze, glomm: / Ihre Augen blühten klar und fromm, / Ihre Hände griffen Dunkelheit
- Chor der Toten, Conrad Ferdinand Meyer

Wir Toten, wir Toten sind größere Heere / Als ihr auf der Erde, als ihr auf dem Meere!

## D
- Dantons Ende, Gertrud Kolmar

### Das …
- Das Amen der Steine, Ludwig Gotthard Kosegarten

Vom Alter blind, fuhr Beda dennoch fort / Zu predigen die neue frohe Botschaft.
- Das alte Haus, Friedrich Hebbel

Der Maurer schreitet frisch heraus, / er soll dich niederbrechen; / da ist es mir, du altes Haus, / als hörte ich dich sprechen:
- Das alte Steinkreuz am Neuen Markt, Detlev von Liliencron

Berlin-Cölln war die Stadt genannt / Und tat viel Lärm verbreiten, / Da lebte mal ein Musikant, / In sagenhaften Zeiten.
- Das bleiche Weib, Achim von Arnim

Über den Knüppeldamm durchs Knochenfeld / bei der wüsten Kirche fahren vorbei / sieben Bauern nachts mit trunkenem Geschrei, / klatschen mit Peitschen und klappern in der Tasche mit Geld,
- Das Elend, Frieda Schanz
- Das Fegefeuer des westphälischen Adels, Annette von Droste-Hülshoff

Wo der selige Himmel, das wissen wir nicht, / Und nicht, wo der gräuliche Höllenschlund, / Ob auch die Wolke zittert im Licht, / Ob siedet und qualmet Vulkanes Mund;
- Das Fräulein von Rodenschild, Annette von Droste-Hülshoff

Sind denn so schwül die Nächt’ im April? / Oder ist so siedend jungfräulich Blut? / Sie schließt die Wimper, sie liegt so still, / Und horcht des Herzens pochender Flut.
- Das Gelübde der Tänzerin, Christoph August Tiedge

Es fuhr eine Schifferin über den See, / ihr werdet sie freilich nicht kennen; / doch, daß sie nicht namenlos vor euch steht': / so will ich Bionda sie nennen.
- Das Glöcklein, Conrad Ferdinand Meyer

Er steht an ihrem Pfühl in herber Qual, / den jungen Busen muß er keuchen sehn – / er ist ein Arzt. Er weiß, sein traut Gemahl / erblaßt, sobald die Morgenschauer wehn.
- Das Glück von Edenhall, Ludwig Uhland

Von Edenhall der junge Lord / Läßt schmettern Festtrommetenschall, / Er hebt sich an des Tisches Bord / Und ruft in trunkner Gäste Schwall: / »Nun her mit dem Glücke von Edenhall!«
- Das Grab im Busento, August Graf von Platen

Nächtlich am Busento lispeln / bei Cosenza dumpfe Lieder; / Aus den Wassern schallt es Antwort, / und in Wirbeln klingt es wieder!
- Das Grab im Graben, Georg von der Vring
- Das Häslein, Rudolf Baumbach

Zur Zeit, da man die Ähren schnitt, / Ein Ritter auf das Weidwerk ritt / Mit einem Sperber und zwei Hunden. / Die hatten bald ein Wild gefunden
- Das Herz von Douglas, Moritz Graf von Strachwitz

O! Douglas, Douglas, stolz und treu. / John Home "Graf Douglas, presse den Helm ins Haar, / Gürt’ um dein lichtblau Schwert,
- Das Hirtenfeuer, Annette von Droste-Hülshoff

Dunkel, Dunkel im Moor, / Über der Heide Nacht, / Nur das rieselnde Rohr / Neben der Mühle wacht,
- Das Kind am Brunnen, Friedrich Hebbel

Frau Amme, Frau Amme, das Kind ist erwacht! / Doch die liegt ruhig im Schlafe. / Die Vöglein zwitschern, die Sonne lacht, / Am Hügel weiden die Schafe.
- Das Köhlerweib ist trunken, Gottfried Keller

Das Köhlerweib ist trunken / Und singt im Wald; / Hört, wie die Stimme gellend / Im Grünen hallt!
- Das Königstöchterlein, Clemens Brentano

Es ging verirrt im Walde / Ein Königstöchterlein / Laut weint sie, daß es schallte / Tief in den Wald hinein.
- Das Königs-Urteil, Felix Dahn

„Hier über diesen Franken-Mann, den wir dir führen zu, / Herr König Thorstein, hör uns an und sprich das Urteil du. / …“
- Das Krähen, August Kopisch

Ein Grobschmied hatte ein Töchterlein, / das konnte nicht schöner und feiner sein. / Da kam der Hans den einen Tag, / ein Bursche, wie’s viele geben mag:
- Das letzte Quartett, Hans Böhm
- Das Lied vom armen Kind, Frank Wedekind

Es war einmal ein armes Kind, / Das war auf beiden Augen blind, / Auf beiden Augen blind;
- Das Lied vom braven Mann, Gottfried August Bürger

Hoch klingt das Lied vom braven Mann, / Wie Orgelton und Glockenklang. / Wer hohes Muts sich rühmen kann, / Den lohnt nicht Gold, den lohnt Gesang.
- Das Lied von der Glocke, Friedrich Schiller

Fest gemauert in der Erden / Steht die Form, aus Lehm gebrannt. / Heute muß die Glocke werden. / Frisch Gesellen, seid zur Hand.
- Das Postmaidlein, Carl Spitteler

Stapft ein Maidlein auf die Lützelalp, / Flink und frei und sauber allenthalb. / Bar der Scheitel, Füß und Waden nackt / Und die Ärmchen mit der Post bepackt.
- Das Riesenspielzeug, Adelbert von Chamisso

Burg Niedeck ist im Elsaß der Sage wohlbekannt, / die Höhe, wo vor Zeiten die Burg der Riesen stand; / sie selbst ist nun verfallen, die Stätte wüst und leer, / du fragest nach den Riesen, du findest sie nicht mehr.
- Das Schifflein, Ludwig Uhland

Ein Schifflein ziehet leise / den Strom hin seine Gleise; / es schweigen, die drin wandern, / denn keiner kennt den andern.
- Das Schloß am Meere, Ludwig Uhland

Hast du das Schloß gesehen, / Das hohe Schloß am Meer? / Golden und rosig wehen / Die Wolken drüber her.
- Das Schreckbild, August Apel

König Erich zog wohl auf und ab, / er traf an ein mächtiges Hünengrab.
- Das Siegel von Prag, Alice von Gaudy

Durch buntgemalte Scheiben dämmert ein grauer Tag. / Am Tische, in schwerem Grübeln, lehnt der Bürgermeister von Prag.
- Das Spiel ist aus, Ingeborg Bachmann

Mein lieber Bruder, wann bauen wir uns ein Floß / und fahren den Himmel hinunter? / Mein lieber Bruder; bald ist die Fracht zu groß / und wir gehen unter
- Das stille Kind, Ludwig Bechstein
- Das Tagebuch, Johann Wolfgang von Goethe

Wir hören’s oft und glauben’s wohl am Ende, / Das Menschenherz sei ewig unergründlich, / Und wie man sich auch hin und wider wende, / So sei der Christe wie der Heide sündlich. 
- Das Tal der Flammen, Gustav Falke
- Das verfluchte Dorf, Karl August Candidus

Es geht die trübe Sage / von einem verfluchten Dorfe: / die Häuser stehn verfallen; / gesprungen sind die Glocken;
- Das verschleierte Bild zu Saïs, Friedrich Schiller

Ein Jüngling, den des Wissens heißer Durst / Nach Saïs in Ägypten trieb, der Priester / Geheime Weisheit zu erlernen, hatte / Schon manchen Grad mit schnellem Geist durcheilt;
- Das verstörte Fest, Heinrich Lautensack

Alle Uhren wurden angehalten. / Nie mehr werde Tag! hieß die Parole
- Das versunkene Schloß, Friedrich Schlegel

Bei Andernach am Rheine / Liegt eine tiefe See; / Stiller wie die ist keine / Unter des Himmels Höh'.
- Das Wunder im Kornfeld, August Kopisch

Der Knecht reitet hinten, der Ritter vorn, / Rings um sie woget das blühende Korn … / Und wie Herr Attich herniederschaut, / Da liegt im Weg ein lieblich Kind, / Von Blumen umwölbt, die sind betaut, / Und mit den Locken spielt der Wind.

### Der …
- Der Alpenjäger, Friedrich Schiller

Willst du nicht das Lämmlein hüten? / Lämmlein ist so fromm und sanft, / Nährt sich von des Grases Blüten / Spielend an des Baches Ranft.
- Der Arbeitsmann, Richard Dehmel

Wir haben ein Bett, wir haben ein Kind, / mein Weib! / Wir haben auch Arbeit, und gar zu zweit, / und haben die Sonne und Regen und Wind.
- Der arme Kunrad, Heinrich von Reder

Ich bin der arme Kunrad / und komm von nah und fern, / von Hartematt und Hungerrain / mit Spieß und Morgenstern.
- Der betrogene Spieler, August Friedrich Langbein

Herr Valentin ging abends aus / zum Kartentisch im roten Drachen. / Schnell huscht ein guter Freund ins Haus, / um mit der jungen Frau ein andres Spiel zu machen;
- Der Bettler und sein Hund, Adelbert von Chamisso

Drei Taler erlegen für meinen Hund! / So schlage das Wetter mich gleich in den Grund! / Was denken die Herrn von der Polizei? / Was soll nun wieder die Schinderei?
- Der Blitzzug, Detlev von Liliencron

Quer durch Europa von Westen nach Osten / rüttert und rattert die Bahnmelodie. / Gilt es die Seligkeit schneller zu kosten? / Kommt er zu spät an im Himmelslogis?
- Der Bohrturm, Hermann Löns

Es steht ein schwarzes Gespenst im Moor; / Das ragt über Büsche und Bäume empor. / Es steht da groß und steif und stumm; / Sieht lauernd sich im Kreise um.
- Der Burgemeister zu Pferde, August Kopisch

In Kriebeln war vorzeiten gar viele Feuersnot, / doch einmal kommt ein Männlein mit einem Käpplein rot
- Der Dichter Firdusi, Heinrich Heine

Goldne Menschen, Silbermenschen! / Spricht ein Lump von einem Thoman, / Ist die Rede nur von Silber, / Ist gemeint ein Silberthoman.
- Der ewige Jude, Nikolaus Lenau

Ich irrt allein in einem öden Tale, / Von Klippenkalk umstarrt, von dunklen Föhren; / Es war kein Laut im Hochgebirg zu hören, / Stumm rang die Nacht mit letztem Sonnenstrahle.
- Der fahle Vatermörder, August Friedrich Langbein

Graf Eulenfels war reich an Gold, / doch arm an Lebensfreuden, / so wie der Uhu einsam grollt, / sah man ihn Menschen meiden.
- Der fehlende Schöppe, Friedrich Rückert

Zu Ebern hält man Hochgericht / Ueber Leben und Blut; / Zwölf Stühle sind zugericht / Für die zwölf Schöppen gut.
- Der Feuerreiter (Ballade), Eduard Mörike

Sehet ihr am Fensterlein / Dort die rote Mütze wieder? / Nicht geheuer muß es sein, / Denn er geht schon auf und nieder.
- Der Fischer, Johann Wolfgang Goethe

Das Wasser rauscht', das Wasser schwoll, / Ein Fischer saß daran, / Sah nach dem Angel ruhevoll, / Kühl bis ans Herz hinan.
- Der fremde Spielmann, Carl P. Conz

Was rennen die Straßen auf und ab / die Väter, die Mütter so bange? / „Schon sank hinunter der Sonnenschein, / schon grauet die Nacht von den Bergen herein; / wo bleiben die Kinder so lange?“
- Der Friede (Ballade), Hermann Lingg
- Der Fundator, Annette von Droste-Hülshoff

Im Westen schwimmt ein falber Strich, / Der Abendstern entzündet sich / Grad' überm Sankt Georg am Tore; / Schwer haucht der Dunst vom nahen Moore.
- Der Gang nach dem Eisenhammer, Friedrich Schiller

Ein frommer Knecht war Fridolin, / Und in der Furcht des Herrn / Ergeben der Gebieterin, / Der Gräfin von Savern.
- Der Gattenmörder, Joseph von Eichendorff

Vater und Kind gestorben / ruhen im Grabe tief, / die Mutter hat erworben / seitdem ein andrer Lieb.
- Der Geierpfiff, Annette von Droste-Hülshoff

Nun still! – Du an den Dohnenschlag! / Du links an den gespaltnen Baum! / Und hier der faule Fetzer mag / Sich lagern an der Klippe Saum:
- Der Geiger zu Gmünd, Justinus Kerner

Einst ein Kirchlein sondergleichen, / Noch ein Stein von ihm steht da, / Baute Gmünd der sangesreichen / Heiligen Cäcilia.
- Der gleitende Purpur, Conrad Ferdinand Meyer

„Eia Weihnacht! Eia Weihnacht!“ / Schallt im Münsterchor der Psalm der Knaben. / Kaiser Otto lauscht der Mette / Diener hinter sich mit Spend und Gaben.
- Der Glockenguß zu Breslau, Wilhelm Müller

War einst ein Glockengießer / Zu Breslau in der Stadt, / Ein ehrenwerter Meister, / Gewandt in Rat und Tat.
- Der Gnom und die Eidechse, Adolf Böttger

Im Gestrüpp, wo dichtgeschart / Eriken und Farrenkräuter, / liegt der Gnom und streicht den Bart, / als ein Fürst der Bärenhäuter;
- Der Gott und die Bajadere, Johann Wolfgang Goethe

Mahadöh, der Herr der Erde, / Kommt herab zum sechsten Mal, / Daß er unsersgleichen werde, / Mitzufühlen Freud und Qual.
- Der Götter Irrfahrt, Joseph von Eichendorff

Unten endlos nichts als Wasser, / Droben Himmel still und weit, / Nur das Götterland, das blasse, / Lag in Meereseinsamkeit,
- Der Gottesgnadenschacht, Lulu von Strauß und Torney
- Der Graf von Habsburg, Friedrich Schiller

Zu Aachen, in seiner Kaiserpracht, / Im altertümlichen Saale, / Saß König Rudolfs heilige Macht / Beim festlichen Krönungsmahle.
- Der Graf von Thal, Annette von Droste-Hülshoff

Das war der Graf von Thal, / So ritt an der Felsenwand; / Das war sein ehlich Gemahl, / Die hinter dem Steine stand.
- Der große Hecker, Karl Christian Nadler

Seht, da steht der große Hecker, / eine Feder auf dem Hut, / seht, da steht der Volkserwecker, / lechzend nach Tyrannenblut!
- Der gute Kamerad, Ludwig Uhland

Ich hatt einen Kameraden, / Einen bessern find'st du nicht. / Die Trommel schlug zum Streite, / Er ging an meiner Seite / In gleichem Schritt und Tritt.
- Der Handschuh, Friedrich Schiller

Vor seinem Löwengarten, / Das Kampfspiel zu erwarten, / Saß König Franz, Grafen Zeitvertreib Und stündlicher Genoss'
- Der Handstand auf der Loreley, Erich Kästner

Die Loreley, bekannt als Fee und Felsen, / ist jener Fleck am Rhein, nicht weit von Bingen, / wo früher Schiffer mit verdrehten Hälsen, / von blonden Haaren schwärmend, untergingen. 
- Der Heideknabe, Friedrich Hebbel

Der Knabe träumt, man schicke ihn fort / Mit dreißig Talern zum Heide-Ort, / Er ward drum erschlagen am Wege / Und war doch nicht langsam und träge.
- Der heilige Felix, August Apel

Vor den Feinden floh der heil'ge Felix; / doch sie folgten seinen flücht'gen Schritten. / Nah bei ihm schon waren die Verfolger, / aber nirgends bot sich eine Zuflucht, / als des Felsen leicht entdeckte Höhle.
- Der heilige Wein, Friedrich Hebbel

Es schlichen zwei schlimme Gesellen / sich in die Kapelle hinein: / in Kannen, in goldnen, geweihten, / stand dort der heilige Wein.
- Der Herrscher, Carl Spitteler
- Der Hunger und die Liebe, Detlev von Liliencron

Tunkomar und Teutelinde, / Welch ein zärtlich junges Paar. / Er gemächlich, sie geschwinde; / Furie sie, er Dromedar.
- Der Invalide, Friedrich Hebbel

Frei zieh ich durch Dörfer und Städte, / Frei zieh ich von Haus zu Haus, / Und um mein Amt zu vermelden: / Ich glaub, ich säe die Helden / Für künftige Schlachten aus.
- Der Kaiser und der Abt, Gottfried August Bürger

Ich will euch erzählen ein Märchen, gar schnurrig: / Es war mal ein Kaiser; der Kaiser war kurrig; / Auch war mal ein Abt, ein gar stattlicher Herr; / Nur schade! sein Schäfer war klüger, als er.
- Der Kampf mit dem Drachen, Friedrich Schiller

Was rennt das Volk, was wälzt sich dort / Die langen Gassen brausend fort? / Stürzt Rhodus unter Feuers Flammen? / Es rottet sich im Sturm zusammen,
- Der Knabe im Moor, Annette von Droste-Hülshoff

Oh schaurig ists übers Moor zu gehn, / Wenn es wimmelt vom Heiderauche, / Sich wie Phantome die Dünste drehn / Und die Ranke häkelt am Strauche,
- Der König in Thule, Johann Wolfgang Goethe

Es war einst ein König in Thule, / Gar treu bis an das Grab, / Dem sterbend seine Buhle / einen goldnen Becher gab.
- Der Königssohn, Ludwig Uhland

Der alte, graue König sitzt / Auf seiner Väter Throne; / Sein Mantel glänzt wie Abendrot, / Wie sinkende Sonn’ die Krone.
- Der Kutscher des Alten Fritz, August Kopisch

Des Alten Fritz Leibkutscher soll aus Stein / zu Potsdamm auf dem Stall zu sehen sein – / da fährt er so einher, / als ob er lebend wär:
- Der letzte Graf von Brederode entzieht sich türkischer Gefangenschaft, Rainer Maria Rilke

Sie folgten furchtbar; ihren bunten Tod / von ferne nach ihm werfend, während er / verloren floh, nichts weiter als: bedroht. / Die Ferne seiner Väter schien nicht mehr
- Der Liebesbrief, Heinrich Seidel

Gar eilig wandert in den Wald / Ein Fräulein, zierlich von Gestalt.
- Der Marschall, Börries von Münchhausen
- Der Mönch von Heisterbach, Wolfgang Müller von Königswinter

Ein junger Mönch des Klosters Heisterbach / Lustwandelt an des Gartens fernstem Ort. / Der Ewigkeit sinnt still und tief er nach, / Und forscht dabei in Gottes heilgem Wort.
- Der Mönch zu Pisa, Johann Nepomuk Vogl

Zu Pisa in dem Klostergarten geht / Ein finstrer Mönch, wo Blum' an Blume steht. / Sein Antlitz ist gebleicht von langem Gram, / Man weiß nicht, wer er war, woher er kam.
- Der Mörderturm, Gustav Schwab

Zu Würzburg steht ein grauer Turm / weit ab vom lust'gen Maine, / in seinen Balken pickt der Wurm, / es nagt das Moos am Steine.
- Der Mordknecht auf der Wartburg, Karl von Gerok

Die Wartburg ruht im Dunkel, / der Bergwald stöhnt im Sturm, / nur eines Lichts Gefunkel / glimmt matt im Frauenturm;
- Der Narr des Grafen von Zimmern, Gottfried Keller

Was rollt so zierlich, klingt so lieb Trepp' auf und ab im Schloß? Das ist des Grafen Zeitvertreib Und stündlicher Genoss
- Der Nöck, August Kopisch

Es tönt des Nöcken Harfenschall! / Da steht der wilde Wasserfall, / Umschwebt mit Schaum und Wogen / Den Nöck im Regenbogen.
- Der Pfeil, Bernt von Heiseler
- Der Pilger und die Sarazenin, Conrad Ferdinand Meyer

Jüngst am Libanon in einem Kloster, / Drin ich eine kurze Reiserast hielt, / Langsam durch die kühlen Hallen wandelnd, / Blieb ich stehn vor einem alten Bilde, / Wohlbewahrt in eigener Kapelle.
- Der Pilgrim vor St. Just, August Graf von Platen

Nacht ist’s und Stürme sausen für und für, / Hispanische Mönche, schließt mir auf die Tür!
- Der Postillon (Ballade), Nikolaus Lenau

Lieblich war die Maiennacht, / Silberwölklein flogen, / Ob der holden Frühlingspracht / Freudig hingezogen.
- Der reichste Fürst, Justinus Kerner

Preisend mit viel schönen Reden / Ihrer Länder Wert und Zahl, / Saßen viele deutsche Fürsten / Einst zu Worms im Kaisersaal.
- Der Reiter und der Bodensee, Gustav Schwab

Der Reiter reitet durchs helle Tal, / auf Schneefeld schimmert der Sonne Strahl.
- Der Ring des Polykrates, Friedrich Schiller

Er stand auf seines Daches Zinnen, / Er schaute mit vergnügten Sinnen / Auf das beherrschte Samos hin.
- Der Sänger, Johann Wolfgang Goethe

„Was hör' ich draußen vor dem Tor, / Was auf der Brücke schallen? / Laß den Gesang vor unserm Ohr / Im Saale widerhallen!“
- Der Sänger mit dem Schwert, Ludwig Uhland

In der hohen Hall saß König Sifrid: / „Ihr Harfner, wer weiß mir das schönste Lied?“ / Und ein Jüngling trat aus der Schar behende, / die Harf' in der Hand, das Schwert an der Lende:
- Der Scheik am Sinai, Ferdinand Freiligrath

Tragt mich vors Zelt hinaus samt meiner Ottomane! / Ich will ihn selber sehn! – Heut’ kam die Karawane / Aus Afrika, sagt ihr, und mit ihr das Gerücht?
- Der Schatzgräber, Johann Wolfgang Goethe

Arm am Beutel, krank am Herzen, / Schleppt’ ich meine langen Tage. / Armuth ist die größte Plage, / Reichthum ist das höchste Gut!
- Der Schloßelf, Annette von Droste-Hülshoff

In monderhellten Weihers Glanz / Liegt brütend wie ein Wasserdrach’ / Das Schloß mit seinem Zackenkranz, / Mit Zinnenmoos und Schuppendach.
- Der Schmied auf Helgoland, Wilhelm A. Schreiber

Meister Olaf, der Schmied auf Helgoland, / stand noch vor dem Amboß um Mitternacht; / laut heulte der Wind am Meeresstrand, / da pocht es an seiner Tür mit Macht.
- Der Schneiderjunge von Krippstedt, August Kopisch

In Krippstedt wies ein Schneiderjunge / Dem Bürgermeister einst die Zunge: / Es war im Jahr Eintausendsiebenhundert. / Der Bürgermeister sehr sich wundert
- Der schwarze Ritter, Ludwig Uhland

Pfingsten war, das Fest der Freude, / Das da feiern Wald und Heide. / Hub der König an zu sprechen: / „Auch aus den Hallen / Der alten Hofburg allen / Soll ein reicher Frühling brechen!“
- Der schwarze Tod, Hermann Lingg

Erzittre Welt, ich bin die Pest, / ich komm' in alle Lande / und richte mir ein großes Fest, / mein Blick ist Fieber, feuerfest / und schwarz ist mein Gewande.
- Der Soldat, Adelbert von Chamisso

Es geht bei gedämpfter Trommel Klang; / Wie weit noch die Stätte! der Weg wie lang! / O wär er zur Ruh und alles vorbei! / Ich glaub', es bricht mir das Herz entzwei!
- Der sterbende General, Annette von Droste-Hülshoff

Er lag im dicht verhängten Saal, / Wo grau der Sonnenstrahl sich brach, / Auf seinem Schmerzensbette lag / Der alte kranke General.
- Der Student, Ludwig Uhland

Als ich einst bei Salamanca / Früh in einem Garten saß / Und beim Schlag der Nachtigallen / Emsig im Homerus las:
- Der Tag X, Marie Luise Kaschnitz
- Der Taucher, Friedrich Schiller

Wer wagt es, Rittersmann oder Knapp, / Zu tauchen in diesen Schlund? / Einen goldnen Becher werf ich hinab, / verschlungen schon hat ihn der schwarze Mund.
- Der Textfund zu Bacherach,[1] Gerd Hergen Lübben

zwischen den zeilen / aus dem fenster des / fahrenden zuges zu sehn / wie der tag die nacht / den hang hoch scheucht und / sein frühlicht auf ’s flussbett wirft
- Der Teufel und die Bognerin, Franz Karl Ginzkey

Den Bognermeister Kasper quält eine böse Frau / Bald zwickt sie ihn voll Tücken, bald bläut sie ihm den Rücken / und tut das sehr genau.
- Der Tod am Krankenbett des Kaisers, Franz Grillparzer

Um Mitternacht, in Habsburgs alten Mauern / geht ein Verhüllter, rätselhaft zu sehn! / Man sieht ihn schreiten, weilen nun, und lauern – / dann heben seinen Fuß und weiter gehn.
- Der Tod des Erzbischofs Engelbert von Köln, Annette von Droste-Hülshoff

Der Anger dampft, es kocht die Ruhr, / Im scharfen Ost die Halme pfeifen, / Da trabt es sachte durch die Flur, / Da taucht es auf wie Nebelstreifen,
- Der Tod des Tiberius, Emanuel Geibel

Bei Kap Misenum winkt ein fürstlich Haus / aus Lorbeerwipfeln zu des Meeres Küsten, / mit Säulengängen, Mosaiken, Büsten, / und jedem Prunkgerät zu Fest und Schmaus.
- Der Tod und Frau Laura, Conrad Ferdinand Meyer

Es war in Avignon am Karneval / Dass sich ein Mörder in den Reigen stahl / Und dass die Pest verlarvt sich schwang im Tanz / Mit einem schlotterichten Mummenschanz.
- Der Todspieler, Börries von Münchhausen

Herr Pastor, kommen Sie! Ihr Abendtisch / War ausgezeichnet, und das Bier ist frisch / Und reicht schon noch zu ein paar Zügen Rauch! – / Danke, ich brenne schon! Nach altem Brauch
- Der Totentanz, Johann Wolfgang Goethe

Der Türmer, der schaut zu mitten der Nacht / Hinab auf die Gräber in Lage; / Der Mond, der hat alles ins Helle gebracht: / Der Kirchhof, er liegt wie am Tage.
- Der Trauernde und die Elfen, Karoline von Günderode

Zum Grabe der Trauten schleicht der Knabe: / ihm ist das Herz so bang und schwer. / Da sinkt die dunkle Nacht hernieder, / und bleiche Geister gehn umher.
- Der Trödler, Theodor Kramer
- Der Trompeter, August Kopisch

Wenn dieser Siegesmarsch in das Ohr mir schallt, / Kaum halt’ ich da die Tränen mir zurück mit Gewalt.
- Der Überfall im Wildbad, Ludwig Uhland

In schönen Sommertagen, wann lau die Lüfte wehn, / Die Wälder lustig grünen, die Gärten blühend stehn, / Da ritt aus Stuttgart’s Toren ein Held von stolzer Art, / Graf Eberhard der Greiner, der alte Rauschebart.
- Der ungetreue Knabe, Johann Wolfgang Goethe

Es war ein [Knabe]1 frech genung, / War erst aus Frankreich kommen, / Der hatt’ ein armes Maidel jung / Gar oft in Arm genommen;
- Der Waffengefährte, Stefan George
- Der Weg nach Jericho, Heinrich von Kleist

Der Herr, als er auf Erden noch einherging, / kam mit Sankt Peter einst an einen Scheideweg, / und fragte, unbekannt des Landes, / das er durchstreifte, einen Bauersknecht, / der faul, da, wo der Rain sich spaltete, gestreckt / in eines Birnbaums Schatten lag:
- Der Zauberlehrling, Johann Wolfgang Goethe

Hat der alte Hexenmeister / Sich doch einmal wegbegeben! / Und nun sollen seine Geister / Auch nach meinem Willen leben.
- Der Zauberleuchtturm, Eduard Mörike

Des Zauberers sein Mägdlein saß / in ihrem Saale rund von Glas; / sie spann beim hellen Kerzenschein / und sang so glockenhell darein.

### Des …
- Des Braunschweigers Ende, Lulu von Strauß und Torney
- Des Pfarrers Tochter von Taubenhain, Gottfried August Bürger

Im Garten des Pfarrers von Taubenhain / Geht’s irre bei Nacht in der Laube. / Da flüstert und stöhnt’s so ängstiglich; / Da rasselt, da flattert und sträubst es sich, / Wie gegen den Falken die Taube.
- Des Sängers Fluch, Ludwig Uhland

Es stand in alten Zeiten ein Schloß, so hoch und hehr, / Weit glänzt es über die Lande bis an das blaue Meer, / Und rings von duft'gen Gärten ein blütenreicher Kranz, / Drin sprangen frische Brunnen in Regenbogenglanz.
- Des winzigen Volkes Überfahrt, August Kopisch

Steh auf, steh auf! Es pocht ans Haus – / „Tipp, tipp!“ – Wer mag das sein? / Der alte Fährmann geht hinaus, / „Tipp, tipp!“ – Wer mag das sein?
- Des Woiewoden Tochter, Emanuel Geibel

Es steht im Wald, im tiefen Wald / Das Haus des Woiewoden; / Eiszapfen hangen am Dache kalt, / Und Schnee bedeckt den Boden.

### Deu – Dez
- Deutsches Recht, Enrica von Handel-Mazzetti
- Dezember 1942, Peter Huchel

Wie Wintergewitter ein rollender Hall, / Zerschossen die Lehmwand von Bethlehems Stall.
- Dezembernacht, Marie Luise Kaschnitz

### Die …
- Die Balinesenfrauen auf Lombok, Theodor Fontane

Unerhört, / Auf Lombok hat man sich empört, / Auf der Insel Lombok die Balinesen / Sind mit Mynheer unzufrieden gewesen.
- Die Ballade vom blutigen Bomme, Christa Reinig

HOCHVEREHRTES PUBLIKUM / werft uns nicht die bude um / wenn wir albernes berichten / denn die albernsten geschichten / macht der liebe gott persönlich
- Die Ballade vom lyrischen Wolf, Carl Spitteler

Frühlingslüfte lispelten im Haine, / Und ein Wolf im Silbermondenscheine, / Aufgeregt von lyrischen Gefühlen, / Strich, in seinem Innersten zu wühlen,
- Die Ballade vom Nachahmungstrieb, Erich Kästner

Es ist schon wahr: nichts wirkt so rasch wie Gift! / Der Mensch, und sei er noch so minderjährig, / ist, was die Laster dieser Welt betrifft, / früh bei der Hand und unerhört gelehrig.
- Die Ballade von dem Drainage-Leger Fredi Rohsmeisl aus Buckow, Wolf Biermann
- Die Ballade von den Goslarer Jägern, Georg von der Vring
- Die Ballade von der schwarzen Wolke, Günter Grass
- Die beschränkte Frau, Annette von Droste-Hülshoff

Ein Krämer hatte eine Frau, / Die war ihm schier zu sanft und milde, / Ihr Haar zu licht, ihr Aug' zu blau, / Zu gleich ihr Blick dem Mondenschilde;
- Die Blütenfee, Carl Spitteler

Maien auf den Bäumen, Sträußchen in dem Hag. / Nach der Schmiede reitet Janko früh am Tag. / Blütenschneegestöber segnet seine Fahrt, / Lilien trägt des Rößleins Mähne, Schweif und Bart,
- Die Boten, Börries von Münchhausen
- Die Braut von Korinth, Johann Wolfgang Goethe

Nach Korinthus von Athen gezogen / Kam ein Jüngling, dort noch unbekannt. / Einen Bürger hofft’ er sich gewogen; / Beide Väter waren gastverwandt,
- Die Brautnacht, Friedrich Halm

Glück, Glück, du Goldfrucht hinterm Gitter! / Die Schranke sinkt, und du verlockst nicht mehr.
- Die Brück’ am Tay, Theodor Fontane

„Wann treffen wir drei wieder zusamm?“ / „Um die siebente Stund‘, am Brückendamm.“ / „Am Mttelpfeiler.“ / „Ich lösche die Flamm.“
- Die Bürgschaft, Friedrich Schiller

Zu Dionys dem Tirannen schlich / Möros, den Dolch im Gewande, / Ihn schlugen die Häscher in Bande.
- Die Domina, Agnes Miegel

Sie ritten dahin im Sonnenbrand, / den rostigen Spieß In der Arbeitshand, / und als sie ritten stumm und still, / schrie im Tal ein Glöcklein hell und schrill. / Da sprach der Hauptmann: „Domina, / deines Klosters letzte Stunde ist da!“ —
- Die Drei, Nikolaus Lenau

Drei Reiter nach verlor'ner Schlacht, / Wie reiten sie so sacht, so sacht! / Aus tiefen Wunden quillt das Blut, / Es spürt das Roß die warme Flut.
- Die drei Rekruten, Carl Spitteler

Bei strömendem Regen im Biwuak / Kampierten drei müde Rekruten. / Sie legten den Kopf auf den Mantelsack / Und zogen den Hals in die Kutten
- Die drei Spinnerinnen, Carl Spitteler

Es sitzen drei alte Jungfern im Turm, / Sie singen und spinnen bei Nacht und Sturm. / Die Erste verwegen die Spindel dreht, / Daß die Bänder flattern, die Kunkel weht.
- Die drei vor der Himmelstür, Frieda Schanz
- Die drei Zigeuner, Nikolaus Lenau

Drei Zigeuner fand ich einmal / Liegen an einer Weide, / Als mein Fuhrwerk mit müder Qual / Schlich durch sandige Heide.
- Die edle Tat, Karl Friedrich Lossius

An einem Fluß, der rauschend schoß, / ein armes Mädchen saß; / aus ihren blauen Äuglein floß / manch Tränchen in das Gras.
- Die Ehegatten, Marie Luise Kaschnitz
- Die Entführung, oder Ritter Karl von Eichenhorst und Fräulein Gertrude von Hochburg, Gottfried August Bürger

»Knapp', sattle mir mein Dänenroß, / Daß ich mir Ruh’ erreite! / Es wird mir hier zu eng' im Schloß; / Ich will und muß ins Weite!« – / So rief der Ritter Karl in Hast, / Voll Angst und Ahnung, sonder Rast.
- Die Erdbeerfrau, Marie von Ebner-Eschenbach

»A loadis Erdbeer-Jahr, natürli, gel! / Am Benno-Tag, der Frost, der hats dawischt!« / Sprach sie mich an und lächelte dazu / mit welkem Mund und wasserblauen Augen, / so harmlos wie ein Kind, die dürre Alte.
- Die Fahrt ins Heu, August Friedrich Langbein

Ein niedliches Mädel, ein junges Blut / erkor sich ein Landmann zur Frau, / doch war sie einem Soldaten gut / und bat ihren Alten einst schlau, / er sollte doch fahren ins Heu.
- Die Finnenhochzeit, Carl P. Conz

In König Sumblus Hallen erhub sich Freudenspiel, / es saßen da der Recken und edlen Degen viel, / der König in der Krone mit Edelstein geschmückt; / bei ihm die schöne Tochter in Brautschmuck man erblickt.
- Die Frauen von Nidden, Agnes Miegel

Die Frauen von Nidden standen am Strand / Über spähenden Augen die braune Hand, / Und die Boote nahten in wilder Hast, / Schwarze Wimpel flogen züngelnd am Mast.
- Die Füße im Feuer, Conrad Ferdinand Meyer

Wild zuckt der Blitz. In fahlem Lichte steht ein Turm / Der Donner rollt. Ein Reiter kämpft mit seinem Ross / Springt ab und pocht ans Tor und lärmt. Sein Mantel saust / Im Wind. Er hält den scheuen Fuchs am Zügel fest.
- Die Gastfreundschaft des Huronen, Johann Gottfried Seume

Ein Kanadier, der noch Europens / übertünchte Höflichkeit nicht kannte / und ein Herz, wie Gott es ihm gegeben, / von Kultur noch frei, im Busen fühlte, / brachte, was er mit des Bogens Sehne / fern in Quebeks übereisten Wäldern / auf der Jagd erbeutet, zum Verkaufe.
- Die Geister am Mummelsee, Eduard Mörike

Vom Berge was kommt dort um Mitternacht spät / mit Fackeln so prächtig herunter? / Ob das wohl zum Tanze, zum Feste noch geht? / Mir klingen die Lieder so munter.
- Die geraubte Geliebte, Achim von Arnim

Geraubet war ihm das Fräulein sein / er sucht es in Morgen und Abend, / er sucht es in Sonn- und Mondenschein / auf glänzendem Rosse trabend.
- Die Gerechten, Christa Reinig
- Die Glocke von Hadamar, Börries von Münchhausen
- Die Glocken zu Speyer, Maximilian von Oer

Zu Speyer im letzten Häuselein, / Da liegt ein Greis in Todespein, / Sein Kleid ist schlecht, sein Lager hart, / Viel Tränen rinnen in seinen Bart.
- Die Goldgräber, Emanuel Geibel

Sie waren gezogen über das Meer, / Nach Glück und Gold stand ihr Begehr, / Drei wilde Gesellen, vom Wetter gebräunt, / Und kannten sich wohl und waren sich freund.
- Die Gotik, Carl Leberecht Immermann
- Die Götter Griechenlands, Friedrich Schiller

Da ihr noch die schöne Welt regieret, / An der Freude leichtem Gängelband / Selige Geschlechter noch geführet, / Schöne Wesen aus dem Fabelland!
- Die Gottesmauer, Clemens Brentano

Draus vor Schleswig an der Pforte / Wohnen armer Leute viel. / Ach! des Feindes wilder Horde / Werden sie das erste Ziel.
- Die Grenadiere, Heinrich Heine

Nach Frankreich zogen zwei Grenadier, / Die waren in Rußland gefangen. / Und als sie kamen ins deutsche Quartier, / Sie ließen die Köpfe hangen.
- Die Heideschenke, Nikolaus Lenau

Ich zog durch’s weite Ungerland: / Mein Herz fand seine Freude, / Als Dorf und Busch und Baum verschwand / Auf einer stillen Heide.
- Die Heinzelmännchen, August Kopisch

Wie war zu Köln es doch vordem / Mit Heinzelmännchen so bequem! / Denn, war man faul … man legte sich / hin auf die Bank und pflegte sich:
- Die Hochzeitsnacht, Joseph von Eichendorff

Nachts durch die stille Runde / Rauschte des Rheines Lauf / Ein Schifflein zog im Grunde, / Ein Ritter stand darauf.
- Die junge Magd, Georg Trakl

Oft am Brunnen, wenn es dämmert, / Sieht man sie verzaubert stehen / Wasser schöpfen, wenn es dämmert. / Eimer auf und nieder gehen.
- Die junge Mutter, Annette von Droste-Hülshoff

Im grün verhangnen duftigen Gemach, / Auf weißen Kissen liegt die junge Mutter; / Wie brennt die Stirn! sie hebt das Auge schwach / Zum Bauer, wo die Nachtigall das Futter
- Die Kapelle zum finstern Stern, Detlev von Liliencron

„König Erich, die Faust auf den Widerrist! / Laß tanzen den Hengst im Grase. / Vergiß den alten Bruderzwist, / Wir trinken aus einem Glase.“
- Die Katzen, Horst Lange
- Die Kindsmörderin, Friedrich Schiller

Horch – die Glocken weinen dumpf zusammen, / Und der Zeiger hat vollbracht den Lauf, / Nun, so seys denn! – Nun, in Gottes Namen! / Grabgefährten brecht zum Richtplatz auf.
- Die Kinder dieser Welt, Marie Luise Kaschnitz
- Vom armen Jakob und von der kranken Lise, Georg Herwegh

Der alte Jakob starb heut nacht / Da haben sie am frühen Morgen / Sechs Brettchen ihm zurechtgemacht / Und drin den Schatz geborgen.
- Die Kraniche des Ibykus, Friedrich Schiller

Zum Kampf der Wagen und Gesänge, / Der auf Corinthus Landesenge / Der Griechen Stämme froh vereint, / Zog Ibycus, der Götterfreund.
- Die Kreuzesschau, Adelbert von Chamisso
- Die Kuh, Gottfried August Bürger

Frau Magdalis weint’ auf ihr letztes Stück Brod; / Sie konnt’ es vor Kummer nicht essen. / Ach, Wittwen bekümmert oft größere Noth, / Als glückliche Menschen ermessen.
- Die Legende von der Dirne Evlyn Roe, Bertolt Brecht

Als der Frühling kam und das Meer war blau / Da fand sie nimmermehr Ruh -
- Die Männer im Zobtenberge, Adelbert von Chamisso

Es wird vom Zobtenberge gar Seltsames erzählt; Als tausend und fünfhundert und siebzig man gezählt, Am Sonntag Quasimodo lustwandelte hinan Johannes Beer aus Schweidnitz, ein schlichter frommer Mann.
- Die Mär vom Ritter Manuel, Agnes Miegel

Das ist die Mär vom Ritter Manuel, / der auf des fremden Magiers Geheiß / sein Haupt in eine Zauberschale bog.
- Die Menagerie der Götter, Gottfried August Bürger

Wie hier an Affen, Papagein, / An Kakadu und Raben / Hofherrn und Damen insgemein / Ihr träges Müthchen laben:
- Die Mühle steht stille, Justinus Kerner

Herr Irrwing reitet Nachts durch’s Tal der Mühle, / Ein Lichtstrahl folgt ihm und ein Windhauch kühle. / Herr Irrwing denkt: das ist des Mondes Licht; / Da haucht es hohl: „der Mondstrahl redet nicht!“ / Die Mühle steht stille.
- Die Musik kommt, Detlev von Liliencron

Klingkling, bumbum und tschingdada, / Zieht im Triumph der Perserschah? / Und um die Ecke brausend brichts / Wie Tubaton des Weltgerichts, / Voran der Schellenträger.
- Die Mutter des Siegers, Paul Heyse
- Die Nachtfeier der Venus, Gottfried August Bürger

Unter Wonnemelodien / Ist der junge Lenz erwacht. / Seht, wie froh den Phantasieen / Neuer Lust sein Auge lacht!
- Die Nibelungen, Agnes Miegel
- Die Nonne, Ludwig Heinrich Christoph Hölty

Es liebt’ in Welschland irgendswo / Ein schöner junger Ritter / Ein Mädchen, das der Welt entfloh, / Troz Klosterthor und Gitter;
- Die Odaliske – weiße Harems-Sklavin, Friedrich Hebbel

Es harrt auf weichem Purpursamt / die jüngste Sklavin ihres Herrn, / und unter dunkler Braue flammt / ihr Auge, wie ein irrer Stern.
- Die Rache, Ludwig Uhland

Der Knecht hat erstochen den edlen Herrn, / Der Knecht wär selber ein Ritter gern.
- Die Rache der Musen, Friedrich Schiller

Weinend kamen einst die Neune / Zu dem Liedergott. / „Hör, Papachen, rief die kleine, / Wie man uns bedroht!“
- Die Rose von Newport, Conrad Ferdinand Meyer

Sprengende Reiter und flatternde Blüten, / Einer voraus mit gescheitelten Locken – / Ist es der Lenz auf geflügeltem Renner?
- Die Schatzgräber, Gottfried August Bürger

Ein Winzer, der am Tode lag, / rief seine Kinder an und sprach: / „In unserm Weinberg liegt ein Schatz, / grabt nur danach!“-„An welchem Platz?“
- Die Schlange, Paul Heyse
- Die Schlangenkönigin, Georg Britting
- Die schlesischen Weber, Heinrich Heine

Im düstern Auge keine Träne / Sie sitzen am Webstuhl und fletschen die Zähne: / Deutschland, wir weben dein Leichentuch, / Wir weben hinein den dreifachen Fluch – / Wir weben, wir weben!
- Die schlimme Gret und der Königssohn, Eduard Mörike

„Gott grüß dich, junge Müllerin! / Heut wehen die Lüfte wohl schön?“ / „Laßt sie wehen von Morgen und Abend, / Meine leere Mühle zu drehn!“
- Die Schnitterin, Gustav Falke

War einst ein Knecht, einer Witwe Sohn, / Der hatte sich schwer vergangen. / Da sprach sein Herr: „Du bekommst deinen Lohn, / Morgen musst du hangen.“
- Die Schönwetterhexe, Max Mell

Irgendwo im Lauf hat sie gelacht, / und es glänzt von ihren blanken Augen! / Und der Jüngling lässt sein schönes Liebchen, / hat sich nach der Hexe aufgemacht.
- Die Schwestern, Annette von Droste-Hülshoff

Sacht pochet der Käfer im morschen Schrein, / Der Mond steht über den Fichten. / Jesus Maria, wo mag sie sein! / Hin will meine Angst mich richten.
- Die Seeräuber-Jenny oder Träume eines Küchenmädchens, Bert Brecht
- Die Söhne Haruns, Conrad Ferdinand Meyer

Harun sprach zu seinen Kindern Assur, Assad, Scheherban: „Söhne, werdet ihr vollenden, was ich kühnen Muts begann? Seit ich Bagdads Thron bestiegen, bin von Feinden ich umgeben! Wie befestigt ihr die Herrschaft? Wie verteidigt ihr mein Leben?“
- Die Sonne bringt es an den Tag, Adelbert von Chamisso

Gemächlich in der Werkstatt saß / Zum Frühtrunk Meister Nikolas, / Die junge Hausfrau schenkt’ ihm ein, / Es war im heitern Sonnenschein. – / Die Sonne bringt es an den Tag.
- Die späte Hochzeit, Joseph von Eichendorff

Der Mond ging unter – jetzt ist’s Zeit. – / Der Bräut'gam steigt vom Roß, / Er hat so lange schon gefreit – / Da tut sich auf das Schloß,
- Die sterbende Blume, Friedrich Rückert

Hoffe! du erlebst es noch, / Daß der Frühling wiederkehrt. / Hoffen alle Bäume doch, / Die des Herbstes Wind verheert,
- Die Teilung der Erde, Friedrich Schiller

»Nehmt hin die Welt!« rief Zeus von seinen Höhen / Den Menschen zu. »Nehmt, sie soll euer sein! / Euch schenk ich sie zum Erb und ewgen Lehen – / Doch teilt euch brüderlich darein!«
- Die Tochter der Heide, Eduard Mörike

Wasch dich, mein Schwesterchen, wasch dich! / Zu Robins Hochzeit gehn wir heut: / Er hat die stolze Ruth gefreit.
- Die tote Erde, Carl Spitteler

Zwölf Engel hielten am Himmelsthor: / »Ihr Türmer herunter, ihr Wächter hervor.«
- Die tote Kirche, Georg Trakl

Auf dunklen Bänken sitzen sie gedrängt / Und heben die erloschnen Blicke auf / Zum Kreuz. Die Lichter schimmern wie verhängt, / Und trüb und wie verhängt das Wundenhaupt.
- Die traurige Krönung, Eduard Mörike

Es war ein König Milesint, / Von dem will ich euch sagen: / Der meuchelte sein Bruderskind, / Wollte selbst die Krone tragen.
- Die Trommel des Ziska, Börries von Münchhausen
- Die Trompete von Vionville, Ferdinand Freiligrath

Sie haben Tod und Verderben gespien: / Wir haben es nicht gelitten. / Zwei Kolonnen Fußvolk, zwei Batterien, / wir haben sie niedergeritten.
- Die Tulipan, Lulu von Strauß und Torney

Es gehen so viele Straßen ins Land hinein, / Straßen wie weiße Bänder im Sonnenschein, / Straßen, darüber die Blitze des hohen Sommers stehn, / Straßen, darüber in Wolken Staub und Regen wehn.
- Die Uhr, Johann Gabriel Seidl

Ich trage wo ich gehe, / stets eine Uhr bei mir; / Wieviel es geschlagen habe, / Genau seh’ ich an ihr.
- Die Vätergruft, Ludwig Uhland

Es schritt wohl über die Heide / Zur alten Kapell' empor / Ein Greis in Waffengeschmeide / Und trat in den dunkeln Chor.
- Die Vergeltung, Annette von Droste-Hülshoff

Der Kapitän steht an der Spiere, / Das Fernrohr in gebräunter Hand, / Dem schwarzgelockten Passagiere / Hat er den Rücken zugewandt.
- Die verlorene Braut, Joseph von Eichendorff

Vater und Kind gestorben / Ruhten im Grabe tief, / Die Mutter hatt erworben / Seitdem ein ander Lieb.
- Die versunkene Burg, Adelbert von Chamisso

Es ragt, umkrönt von Türmen, empor aus dunklem Forst / Ein steiler luft'ger Felsen, das ist der Raubherrn Horst, / Und wie aus blauen Lüften der Aar auf seinen Fang, / So schießen sie auf Beute von dort das Thal entlang.
- Die Völkerschlacht, Ernst Moritz Arndt

Wo kommst du her in dem roten Kleid / und färbst das Gras auf dem grünen Plan? / Ich komm aus blutigem Männerstreit, / ich komme rot von der Ehrenbahn.
- Die Wallfahrt nach Kevlaar, Heinrich Heine

Am Fenster stand die Mutter, / Im Bette lag der Sohn. / »Willst du nicht aufstehn, Wilhelm, / Zu schaun die Prozession?«
- Die alte Waschfrau, Adelbert von Chamisso

Du siehst geschäftig bei dem Linnen / die Alte dort in weißem Haar, / die rüstigste der Wäscherinnen / im sechsundsiebenzigsten Jahr.
- Die Weiber von Weinsberg, Gottfried August Bürger

Wer sagt mir an, wo Weinsberg liegt? / Soll sein ein wackres Städtchen, / Soll haben, fromm und klug gewiegt, / Viel Weiberchen und Mädchen.
- Die Weiber von Winsperg, Adelbert von Chamisso

Der erste Hohenstaufen, der König Konrad, lag / Mit Heeresmacht vor Winsperg seit manchem langem Tag; / Der Welfe war geschlagen, noch wehrte sich das Nest, / Die unverzagten Städter, die hielten es noch fest.
- Die weiße Schlange, Emanuel Geibel

Da draußen an der Halde, / Da singt ein Vöglein frei: / Jung Blut, geh nicht zu Walde, / Im Walde wohnt die Fei.
- Die Weltpost, Carl Spitteler

Auf einem Berg ein Posthaus steht, das keinem andern gleicht, / Das nie ein Wandrer hat geschaut und nie ein Brief erreicht. / Die Riesensäle gähnen leer, kein Wort, kein Ruf erschallt. / Statt Menschengeist und Menschenhand wirkt eiserne Gewalt.
- Die Werbung, Nikolaus Lenau

Rings im Kreise lauscht die Menge / Bärtiger Magyaren froh; / Aus dem Kreise rauschen Klänge / Was ergreifen die mich so? -
- Die Wettersäule, August Kopisch

Vom Meere wirbelt’s auf wie Rauch, / und aus der Wolke senkt sich auch / der finstre Hang. / Die Wettersäule stürmt ums Riff / und faßt bereits des Helden Schiff:
- Die Zauberin im Walde, Joseph von Eichendorff

Alter Vater, alter Vater, / Laß mich aus dem grauen Hause! / Winter ist ja längst vergangen, / Helle scheint die Sonne draußen.
- Die zwei Raben, Theodor Fontane

Ich ging über’s Heidemoor allein, / Da hört ich zwei Raben kreischen und schrein; / Der eine rief dem andern zu: / »Wo machen wir Mittag, ich und du?«
- Die Zwillingsgeschwister, Detlev von Liliencron

Trümmer und Asche. Vereinzeltes Feuer / Zuckt noch am Himmel in Garben empor. / Tempel und Straßen und Villen und Scheuer, / Alles zertreten in Schmutz und Geschmor.

### Diet – Dz
- Diethelm Trausenit, Josef Weinheber
- Dorfmusik, Johannes Bobrowski
- Drauß bei Schleswig vor der Pforte, Clemens Brentano

Draus bei Schleswig vor der Pforte / Wohnen armer Leute viel, / Ach des Feindes wilder Horde / Werden sie das erste Ziel.
- Dreimal, Marie Luise Kaschnitz<r>Manchmal stehen wir auf / Stehen wir zur Auferstehung auf / Mitten am Tage / Mit unserem lebendigen Haar / Mit unserer atmenden Haut.

## E
- Ebenteuer, Ludwig Heinrich Christoph Hölty

Ein Mann mit einem Ordensband, / Der Ritter Hardiknut, / Verließ die Stadt, und kam aufs Land, / Wie oft der Städter tut.
- Edward, Johann Gottfried Herder
- Een Boot is noch buten!, Arno Holz

„Ahoi! Klas Nielsen un Peter Jehann! / Kiekt nach, ob wi noch nich to Mus sind! / Ji hewt doch gesehn den Klabautermann? / Gottlob, dat wi wedder to Hus sind!“
- Ein Balg, Ada Christen

„Die alte Frau hat ein hartes Gesicht, / Doch kluge sanfte Augen, / Die wenig mehr beim Pfenniglicht / Und nicht zum Weinen taugen.“
- Ein Fischer saß im Kahne, Clemens Brentano

Ein Fischer saß im Kahne, / Ihm war das Herz so schwer, / Sein Liebchen war gestorben, / Das glaubt’ er nimmermehr.
- Ein grauer, riesiger Jägersmann, Gustav Freytag<r>Der Sturm durchfährt den Föhrenwald, / die Sterne glänzen bleich und kalt, / Großmutter lauscht mit starrem Blick, / die Bäume brechen, die Dohlen schrein,
- Ein Lied von der Weibertreue, Adelbert von Chamisso

Sie haben zwei Tote zur Ruhe gebracht; / Der Hauptmann fiel in rühmlicher Schlacht, / Mit Ehren ward er beigesetzt, / Und der, den jüngst er wacker gehetzt, / Der Räuber hängt am Galgen.
- Ein Schwurgericht, Gottfried Keller

Da liegt ein Blatt, von meiner Hand beschrieben / In Tagen, die nun lang dahingeschwunden, / So lang, daß halb verblich die flücht'ge Schrift. / Doch wie ich lese, wird ein Unterfangen,
- Eine Mutter und das versunkene Heer, Alfred Meisner

Es geht und wehet die Kunde durchs Land / es tragen die Heere am Moldaustrand, / sie haben ein Treffen geschlagen, / auf hölzerner Brücke, hoch über dem Fluß,
- Einsam will ich untergehen, Clemens Brentano

Einsam will ich untergehn, / Keiner soll mein Leiden wissen, / Wird der Stern, den ich gesehn / Von dem Himmel mir gerissen / Will ich einsam untergehn / Wie ein Pilger in der Wüste.
- Erlkönig, Johann Wolfgang Goethe

Wer reitet so spät durch Nacht und Wind? / Es ist der Vater mit seinem Kind. / Er hat den Knaben wohl in dem Arm, / Er faßt ihn sicher, er hält ihn warm.
- Erlkönigs Tochter; Johann Gottfried Herder

Herr Oluf reitet spät und weit, / Zu bieten auf seine Hochzeitsleut;
- Erntelied, Richard Dehmel

Es steht ein goldnes Garbenfeld, / das geht bis an den Rand der Welt. / Mahle, Mühle, mahle!
- Erwartung des Weltgerichts, Hermann Lingg
- Es lebe der Kaiser, Detlev von Liliencron

## F
- Familienballade, Erika Burkart

Ich wurde geboren im Jahr / neunzehnhundertzweiundzwanzig. / Die Brise blies, und es schneite / in kargen, trockenen Flocken;
- Fingerhütchen, Conrad Ferdinand Meyer

Liebe Kinder, wißt ihr, wo / Fingerhut zu Hause? / Tief im Tal von Acherloo / Hat er Herd und Klause;
- Flamm auf, du Licht der Zeiten, Johann Gottfried Herder
- Frau Mette, Heinrich Heine

Herr Peter und Bender saßen beim Wein, / Herr Bender sprach: „Ich wette, / Bezwänge dein Singen die ganze Welt, / Doch nimmer bezwingt es Frau Mette.“
- Freie Kunst, Ludwig Uhland

Singe, wem Gesang gegeben, / In dem deutschen Dichterwald! / Das ist Freude, das ist Leben, / Wenn’s von allen Zweigen schallt.
- Freiheit, Ernst Moritz Arndt

Der Gott, der Eisen wachsen ließ, der wollte keine Knechte, / Drum gab er Säbel, Schwert und Spieß dem Mann in seine Rechte,
- Fridericus Rex, Willibald Alexis

Fridericus Rex, unser König und Herr, / der rief seine Soldaten allesamt ins Gewehr,
- Friedrich Rotbart, Emanuel Geibel

Tief im Schoße des Kyffhäusers / Bei der Ampel rotem Schein / Sitzt der alte Kaiser Friedrich / An dem Tisch von Marmorstein.

## G
- Gawain, der den Freund verriet, Börries von Münchhausen
- Geisterweihnacht, Karl Friedrich Wetzel

Ein Reiter jagt durchs Feld zu Nacht, / da wird sein Roß ihm scheu, / er treibt und spornt mit aller Macht, / das Roß will nicht vorbei,
- Gethsemane, Annette von Droste-Hülshoff

Als Christus lag im Hain Gethsemane / auf seinem Antlitz mit geschloss'nen Augen, – / die Lüfte schienen Seufzer nur zu saugen, / und eine Quelle murmelte ihr Weh,
- Goodwin-Sand, Theodor Fontane

Das sind die Bänke von Goodwin-Sand, / sie sind nicht Meer, sie sind nicht Land,
- Gorm Grymme, Theodor Fontane

König Gorm herrscht über Dänemark, / Er herrscht die dreißig Jahr, / Sein Sinn ist fest, seine Hand ist stark, / Weiß worden ist nur sein Haar,
- Graf Eberstein, Ludwig Uhland

Zu Speyer im Saale, da hebt sich ein Klingen, / Mit Fackeln und Kerzen ein Tanzen und Springen.

## H
- Hagens Sterbelied, Felix Dahn

Nun werd' ich sehr alleine! / Die Fürsten liegen tot, / Wie glänzt im Mondenscheine / Der Estrich blutig rot!
- Hans Euler, Johann Gabriel Seidl

Horch, Marthe, draußen pocht es; geh, lass’ den Mann herein, / Es wird ein armer Pilger, der sich verirrte, sein! -
- Harald, Ludwig Uhland

Vor seinem Heergefolge ritt der kühne Held Harald; / Sie zogen in des Mondes Schein durch einen wilden Wald.
- Harmosan, August Graf von Platen

Schon war gesunken in den Staub der Sassaniden alter Thron, / Es plündert Mosleminenhand das schätzereiche Ktesiphon:
- Harzreise im Winter, Johann Wolfgang Goethe

Dem Geier gleich, / Der auf schweren Morgenwolken / Mit sanftem Fittich ruhend / Nach Beute schaut, / Schwebe mein Lied.
- Heidenröslein, Johann Wolfgang Goethe

Sah ein Knab' ein Röslein stehn, / Röslein auf der Heiden, / war so jung und morgenschön, / lief er schnell, es nah zu sehn,
- Heinrich der Vogler, Friedrich Gottlieb Klopstock

Der Feind, ist da. Die Schlacht beginnt. / Wohlauf, zum Sieg herbei!
- Heinrich der Vogler, Johann Nepomuk Vogl

Herr Heinrich saß am Vogelherd, / Recht froh und wohlgemut;
- Hero und Leander, Friedrich Schiller

Seht ihr dort die altergrauen / Schlösser sich entgegenschauen, / Leuchtend in der Sonne Gold,
- Herr von Ribbeck auf Ribbeck im Havelland, Theodor Fontane

Herr von Ribbeck auf Ribbeck im Havelland, / Ein Birnbaum in seinem Garten stand,
- Hexenlied, Ludwig Heinrich Christoph Hölty

Die Schwalbe fliegt, / Der Frühling siegt / Und spendet uns Blumen zum Kranze;
- Hie Welf, Moritz Graf von Strachwitz

Fürwahr, ihr Langobarden, das war ein schwerer Tritt, / den Friedrich Barbarossa durch Mailands Bresche ritt!
- Hiroshima, Marie Luise Kaschnitz

Der den Tod auf Hiroshima warf / Ging ins Kloster, läutet die Glocken.
- Hofers Tod, Julius Mosen

Zu Mantua in Banden / Der treue Hofer war. / In Mantua zum Tode / Führt ihn der Feinde Schar.

## I
- Im  Wilden Westen, Der Überfall auf die Pazifikbahn
- Ich kenn ein Haus, ein Freudenhaus, Clemens Brentano

Ich kenn ein Haus, ein Freudenhaus, / Es hat geschminkte Wangen, / Es hängt ein bunter Kranz heraus, / Drin liegt der Tod gefangen.
- Im Eismeer, Hermann Lingg

## J
- Jammertal, Heinrich Heine

Der Nachtwind durch die Luken pfeift, / Und auf dem Dachstublager / Zwei arme Seelen gebettet sind; / Sie schauen so blaß und mager.
- Jan Bart, Theodor Fontane

Jan Bart geht über den Vlissinger Damm. / „Hür', Katrin, wi trecken tosamm; / En Huus, en Boot, 'ne Zieg' un 'ne Kuh', / Wat mienst, Katrin? sy meine Fru.“
- Jekaterinas Bestechung, Börries von Münchhausen
- Jesus und der Äser-Weg, Franz Werfel
- Johanna Sebus, Johann Wolfgang Goethe

Der Damm zerreißt, das Feld erbraust, / Die Fluten spülen, die Fläche saust. / „Ich trage dich, Mutter, durch die Flut, / Noch reicht sie nicht hoch, ich wate gut.“ -
- John Maynard, Theodor Fontane

„Wer ist John Maynard?“ / „John Maynard war unser Steuermann, / Aushielt er bis er das Ufer gewann.“
- Jusuf und Suleicha, Friedrich Rückert

## K
- Kaiser Friedrich III. letzte Fahrt, Theodor Fontane

»Ich sähe wohl gern (er sprach es stumm) / noch einmal die Plätze hier herum, / am liebsten auf Alt-Geltow zu, – / und ihr kommt mit, die Kinder und du.«
- Karl der Zwölfte von Schweden reitet in der Ukraine, Rainer Maria Rilke

Ein junger König aus Norden war / in der Ukraine geschlagen. / Der haßte Frühling und Frauenhaar / und die Harfen und was sie sagen.
- Kassandra, Friedrich Schiller

Freude war in Trojas Hallen, / Eh die hohe Feste fiel, / Jubelhymnen hoert man schallen / In der Seiten goldnes Spiel.
- Kinderkreuzzug, Bertolt Brecht

In Polen, im Jahr Neununddreißig / War eine blutige Schlacht / Die hatte viele Städte und Dörfer / Zu einer Wildnis gemacht.
- Klein Roland, Ludwig Uhland

Frau Berta saß in der Felsenkluft, / Sie klagt ihr bitt'res Los. / Klein Roland spielt in freier Luft, / Des Klage war nicht groß.
- König Etzels Schwert, Conrad Ferdinand Meyer

Der Kaiser spricht zu Ritter Hug: / „Du hast für mich dein Schwert verspellt, / Des Eisens ist bei mir genug, / Geh, wähl dir eins, das dir gefällt!“
- König Hakons letzte Meerfahrt, Karl Gottfried von Leitner

"Was sitzest du, gelehnt ans Schwert, / mein König, hier auf dem Stein / und neigst das edle Haupt zur Erd' / und schaust so finster drein?
- König Harald Harfagar, Heinrich Heine

Der König Harald Harfagar / Sitzt unten in Meeresgründen / Bei seiner schönen Wasserfee; / Die Jahre kommen und schwinden.
- Krokodilromanze, Emanuel Geibel

Ich bin ein altes Krokodil / Und sah schon die Osirisfeier; / Bei Tage sonn ich mich im Nil, / Bei Nacht am Strande leg ich Eier.

## L
- La Blanche Nef, Conrad Ferdinand Meyer

„Herr König, ich bin Steffens Kind, / Der den Erobrer einst geführt! / Es ist ein Lehn, Dass mein Gesind / Mein Schiff allein den König führt!“
- La Furieuse, Agnes Miegel
- Legende vom Hufeisen, Johann Wolfgang Goethe

Als noch, verkannt und sehr gering, / Unser Herr auf der Erden ging / Und viele Jünger sich zu ihm fanden, / Die sehr selten sein Wort verstanden,
- Legende vom toten Soldaten, Bert Brecht

Und als der Krieg im vierten Lenz / Keinen Ausblick auf Frieden bot / Da zog der Soldat seine Konsequenz / Und starb den Heldentod.
- Legende von der Entstehung des Buches Taoteking auf dem Weg des Laotse in die Emigration, Bert Brecht

Als er siebzig war und war gebrechlich / drängte es den Lehrer doch nach Ruh / denn die Güte war im Lande wieder einmal schwächlich / und die Bosheit nahm an Kräften wieder einmal zu / und er gürtete die Schuh.
- Lenore, Gottfried August Bürger

Lenore fuhr ums Morgenrot / Empor aus schweren Träumen: / „Bist untreu, Wilhelm, oder tot? / Wie lange willst du säumen“ -
- Lenz, Peter Huchel
- Lethe, Conrad Ferdinand Meyer

Jüngst im Traume sah ich auf den Fluten / Einen Nachen ohne Ruder ziehn, / Strom und Himmel stand in matten Gluten / Wie bei Tages Nahen oder Fliehn.
- Letzte Heimkehr, Joseph von Eichendorff

Der Wintermorgen glänzt so klar, / Ein Wandrer kommt von ferne, / Ihn schüttelt Frost, es starrt sein Haar, / Ihm log die schöne Ferne,
- Lied des James Monmouth, Theodor Fontane

Es zieht sich eine blutige Spur / Durch unser Haus von alters, / Meine Mutter war seine Buhle nur, / Die schöne Lucy Walters.
- Lore Lay, Clemens Brentano

Zu Bacharach am Rheine / Wohnt’ eine Zauberin, / Sie war so schön und feine / Und riß viel Herzen hin.
- Ludwig XVI., 1775, Gertrud Kolmar

Der neue Herrscher wird in Reims gekrönt. / Die Glocken läuten. Ein Gefangner stöhnt.

## M
- Maria Duchatel, Theodor Fontane

„Welchen Hofstaat bringt unsre Königin mit?“ / „Sie bringt mit ihre vier Marien, / Ihre vier Marien von Frankreich her, / Die müssen mit ihr ziehn.“
- Marie Antoinette, Heinrich Heine

Wie heiter im Tuilerienschloß / Blinken die Spiegelfenster, / Und dennoch dort am hellen Tag / Gehn um die alten Gespenster.
- Marie Antoinette, Agnes Miegel
- Meines Vaters Haus, Werner Bergengruen
- Mit zwei Worten, Conrad Ferdinand Meyer

Am Gestade Palästinas, auf und nieder, Tag um Tag, / „London?“ frug die Sarazenin, wo ein Schiff vor Anker lag.
- Möwenflug, Conrad Ferdinand Meyer

Möwen sah um einen Felsen kreisen / Ich in unermüdlich gleichen Gleisen, / Auf gespannter Schwinge schweben bleibend, / Eine schimmernd weiße Bahn beschreibend,

## N
- Napoleon im Kreml, Conrad Ferdinand Meyer

Er nickt mit seinem großen Haupt / Am Feuer eines fremden Herds: / Im Traum erblickt er einen Geist, / Der seines Purpurs Spange löst. 
- Neusiedlersee, Theodor Kramer
- Nis Randers, Otto Ernst

Krachen und Heulen und berstende Nacht, / Dunkel und Flammen in rasender Jagd – Ein Schrei durch die Brandung!

## O
- Ol Büsum, Klaus Groth

Ol Büsen liggt int wille Haff, / de Floth, de keem un wöhl en Graff.
- Omar, Emanuel Geibel

Inmitten seiner Turbankrieger, / Die Stirne voll Gewitterschein, / Zog Omar, der Kalif, als Sieger / Ins Tor der Ptolemäer ein.
- Ostern 1525, Hermann Kurz

## P
- Panther-Ballade, Franz Werfel

Als die greise Uhr die letzten Schläge keuchte, / Fühlt ich nah von mir ein heimliches Geleuchte.
- Pegasus im Joche, Friedrich Schiller

„Muß ich“, sprach mein Pegasus, „meiner Freiheit denn entsagen: / Zieh ich lieber doch am Pflug als selbacht am großen Wagen.“
- Pharao, Moritz Graf von Strachwitz

An dem Roten Meer mit bekümmerter Seel, / Mit der Stirn im Staube lag Israel,
- Pidder Lüng, Detlev von Liliencron

Der Amtmann von Tondern, Henning Pogwisch, / Schlägt mit der Faust auf den Eichentisch: / Heut fahr ich selbst hinüber nach Sylt / Und hol mir mit eigner Hand Zins und Gült.
- Prinz Eugen, der edle Ritter, Ferdinand Freiligrath

Prinz Eugenius, der edle Ritter, / Wollt’ dem Kaiser wied'rum kriegen / Stadt und Festung Belgarad.

## R
- Racine läßt sein Wappen ändern, Günter Grass
- Regenballade, Ina Seidel

Ich kam von meinem Wege ab, weil es so nebeldunstig war. / Der Wald war feuchtkalt wie ein Grab und Finger griffen in mein Haar. 
- Reiters Morgengesang, Wilhelm Hauff

Morgenroth, Leuchtest mir zum frühen Tod? / Bald wird die Trompete blasen, / Dann muß ich mein Leben lassen, / Ich und mancher Kamerad!
 Morgenroth, Leuchtest mir zum frühen Tod? / Gestern noch auf hohen Rossen / heute durch die Brust geschossen / Morgen schon im kühlen Grab
- Rembrandt, Agnes Miegel
- Rhampsenit, Heinrich Heine

Als der König Rhampsenit / Eintrat in die goldne Halle / Seiner Tochter, lachte diese, / Lachten ihre Zofen alle.
- Richard Löwenherz' Tod, Moritz Graf von Strachwitz

Hinweg die Lanze, hinab vom Roß! / Bei Gott und unsrer Frau! / Ich nehme das stolze Rebellenschloß / Noch vor dem Abendgrau.
- Ritter Kurz Brautfahrt, Johann Wolfgang von Goethe

Mit des Bräutigams Behagen / Schwingt sich Ritter Kurt auf‘s Ross; / Zu der Trauung soll’s ihn tragen, / Auf der edlen Liebsten Schloss
- Ritter Olaf, Heinrich Heine

Vor dem Dome stehn zwei Männer, / Tragen beide rote Röcke, / Und der Eine ist der König / Und der Henker ist der Andre.
- Ritter Toggenburg, Friedrich Schiller

"Ritter, treue Schwesterliebe / Widmet Euch dies Herz; / Fordert keine andre Liebe, / Denn es macht mir Schmerz.
- Rizzio’s Ermordung, Theodor Fontane

Herr Darnley reitet in den Wald, Lord Ruthven ihm zur Seite; / Herr Darnley spricht: „was frommt es mir, daß in den Lenz ich reite?“
- Robespierre, Gertrud Kolmar
- Rokoko, Hugo von Blomberg
- Roland der Ries', Friedrich Rückert

Roland, der Ries', am / Rathaus zu Bremen, / steht er ein Standbild / standhaft und wacht.
- Roland Schildträger, Ludwig Uhland

Der König Karl saß einst zu Tisch / Zu Aachen mit den Fürsten, / Man stellte Wildpret auf und Fisch / Und ließ auch keinen dürsten.
- Romanze, Julius Grosse

Horch, horch, was singen die Wellen am Strand? / Es waren drei Jäger im Oberland, / die wollten fischen und jagen / in ihren jungen Tagen.
- Römischer Triumphgesang, Hermann Lingg
- Rue Saint-Honoré, Gertrud Kolmar

## S
- Sachliche Romanze, Erich Kästner

Als sie einander acht Jahre kannten / (und man darf sagen: sie kannten sich gut), / kam ihre Liebe plötzlich abhanden. / Wie andern Leuten ein Stock oder Hut.
- Salas y Gomez, Adelbert von Chamisso

Salas y Gomez raget aus den Fluten / Des stillen Meers, ein Felsen kahl und bloß, / Verbrannt von scheitelrechter Sonne Gluten, / Ein Steingestell ohn’ alles Gras und Moos,
- Salome, Georg Britting
- Sanct Stephan, Gottfried August Bürger

Sanct Stephan war ein Gottesmann, / Von Gottes Geist berathen, / Der durch den Glauben Kraft gewann / Zu hohen Wunderthaten;
- Sankt Basilius in der Hölle, Robert Hamerling

Basilius, der fromme, starb; es schwebt zur Himmelstür sein Geist. / Entgegen tritt der Pförtner ihm, der barsch ihn von der Schwelle weist
- Sankt Martin, Ignaz Franz Castelli

St. Martin mit viel Rittersleut / wohl übers Feld zum Jagen reit't / und als sie kamen an einen Hag, / ein nackter Mann an der Straße lag.
- Saul, Ricarda Huch
- Saul und David, August Graf von Platen

Der König sitzt auf seinem Throne bang, / Er winkt, den Sohn des Isai zu rufen: / »Komm, Knabe, komm mit deinem Harfenklang!« / Und jener läßt sich nieder auf die Stufen.
- Scene von 1812, Ernst Lissauer
- Schelm von Bergen, Heinrich Heine

Im Schloß zu Düsseldorf am Rhein / Wird Mummenschanz gehalten; / Da flimmern die Kerzen, da rauscht die Musik, / Da tanzen die bunten Gestalten.
- Schemie, Matze von Leinendecker
- „Schiff ahoi!“, Lulu von Strauß und Torney
- Schloß Eger, Theodor Fontane

Lärmend, im Schloß zu Eger / Ueber dem Ungarwein, / Sitzen die Würdenträger / Herzogs Wallenstein:
- Schmerzensreich unter den Menschen, Ina Seidel
- Schön-Rohtraut, Eduard Mörike

Wie heißt König Ringangs Töchterlein? / Rohtraut, Schön-Rohtraut. / Was tut sie denn den ganzen Tag, / Da sie wohl nicht spinnen und nähen mag?
- Schöne Agnete, Agnes Miegel

Als Herrn Ulrichs Wittib in der Kirche gekniet, / da klang vom Kirchhof herüber ein Lied. / Die Orgel droben, die hörte auf zu gehn, / die Priester und die Knaben, alle blieben stehn,
- Schwäbische Kunde (alias: Der wackere Schwabe), Ludwig Uhland

Als Kaiser Rotbart lobesam / zum heil'gen Land gezogen kam, / da mußt’ er mit dem frommen Heer / durch ein Gebirge wüst und leer.
- Sehnsucht, Joseph von Eichendorff

Es schienen so golden die Sterne, / Am Fenster ich einsam stand / Und hörte aus weiter Ferne / Ein Posthorn im stillen Land.
- Siegfrieds Schwert, Ludwig Uhland

Jung Siegfried war ein stolzer Knab, / Ging von des Vaters Burg herab.
- Sporenwache, Stefan George

Die lichte zucken auf in der kapelle. / Der edelknecht hat drinnen einsam wacht / Nach dem gesetze vor altares schwelle 
- Stapfen, Conrad Ferdinand Meyer

In jungen Jahren war’s. Ich brachte dich / Zurück ins Nachbarhaus, wo du zu Gast, / Durch das Gehölz. Der Nebel rieselte, / Du zogst des Reisekleids Kapuze vor / Und blicktest traulich mit verhüllter Stirn.

## T
- Taillefer, Ludwig Uhland

Normannenherzog Wilhelm sprach einmal: / „Wer singet in meinem Hof und in meinem Saal? / Wer singet vom Morgen bis in die späte Nacht / So lieblich, daß mir das Herz im Leibe lacht?“
- Tambour Leroi, Lulu von Strauß und Torney

„Korporal, was gibt’s? Was neues geschehn?“ / „Melde gehorsamst, Herr Kapitän, / Der Tambour Leroi von der Leibkompagnie / – Er soll durch die Ruten schlag Acht Uhr früh – / Der liegt im Fieber, seit gestern her, / Und nimmt nicht Trunk und nicht Bissen mehr.“
- Tannhäuser,

Nun will ich aber heben an, / Vom Tannhäuser wollen wir singen, / Und was er wunders hat gethan, / Mit Frau Venussinnen.
- Tarandone, Werner Bergengruen
- Täuschung, Joseph von Eichendorff

Ich ruhte aus vom Wandern, / Der Mond ging eben auf, / Da sah ich fern im Lande / Der alten Tibet Lauf,
- Thies und Ose, Gustav Falke

In Wenningstedt bei Karten und Korn / erschlug einst ein Bauer in jähem Zorn / seinen Gast. Thies Thießen war stark / und der Hansen ein Stänker um jeden Quark.
- Totengräberhochzeit, Robert Hamerling

Hei, was tönt so eigen? / Klarinett und Geigen / mitten in der Nacht, / wo die Toten ruhen / in den dunklen Truhen,
- Trinklied, Ludwig Uhland

Wir sind nicht mehr am ersten Glas, / Drum denken wir gern an dies und das, / Was rauschet und was brauset.
- Trutz, blanke Hans, Detlev von Liliencron

Heute bin ich über Rungholt gefahren, / die Stadt ging unter vor sechshundert Jahren. / Noch schlagen die Wellen da wild und empört / wie damals, als sie die Marschen zerstört.

## U
- „Und alles ohne Liebe“, Theodor Fontane

Die Mutter spricht: »Lieb Else mein, / Wozu dies Grämen und Härmen? / Man lebt sich ineinander ein, / Auch ohne viel zu schwärmen; / …«

## V
- Vagabunden, Ada Christen
- Vater und Sohn, Friedrich Hebbel

»Wer hat die Kerze ins Dach gesteckt?« / Mein Sohn, dein Knabe tat’s! / »Sein Arm ist zu kurz, wie hoch er ihn reckt!« / Ich hob ihn empor, er erbat’s.
- Vater unser, Friedrich Hebbel

Blitze lauern hinter Wolken, / in den Eichen wühlt der Sturm; / dicker Wald, ein Notgeläute / hallt schon dumpf von manchem Turm.
- Verlassene Küste, Karl Krolow

Segelschiffe und Gelächter, / Das wie Gold im Barte steht, / Sind vergangen wie ein schlechter / Atem, der vom Munde weht, / …
- Verrufener Ort, Karl Krolow
- Vom treuen Walter, Ludwig Uhland

Der treue Walther ritt vorbei / An Unsrer Frau Kapelle. / Da kniete gar in tiefer Reu' / Ein Mägdlein an der Schwelle.
- Von der Kindesmörderin Marie Farrar, Bert Brecht

Marie Farrar, geboren im April / Unmündig, merkmallos, rachitisch, Waise / Bislang angeblich unbescholten, will / Ein Kind ermordet haben in der Weise:
- Von des Cortez Leuten, Bert Brecht

Am siebten Tage unter leichten Winden / Wurden die Wiesen heller. Da die Sonne gut war / Gedachten sie zu rasten. Rollten Branntwein / Von den Wägen, machten Ochsen los.
- Verwunschen, Wilhelm Busch

Geld gehört zum Ehestande, / Häßlichkeit ist keine Schande, / Liebe ist beinah absurd.

## W
- Wagen an Wagen, Agnes Miegel

Um Allerseelen / In der dunklen Nacht, / Wenn vor uns stehen, / Die immer neu unserem Herzen fehlen, -
- Warum die Zitronen Sauer wurden, Heinz Erhardt

Bis sie einst: „Wir Zitronen, wir wollen groß sein wie Melonen! Auch finden wir das Gelb abscheulich, wir wollen rot sein oder bläulich!“
- Waldgespräch, Joseph von Eichendorff

Es ist schon spät, es ist schon kalt, / Was reit'st du einsam durch den Wald? / Der Wald ist groß, du bist allein, / Du schöne Braut, ich führ' dich heim!
- Wie ich ein Fisch wurde, Günter Kunert

Am 27. Mai um drei Uhr hoben sich aus ihren Betten / die Flüsse der Erde, und sie breiteten sich aus
- Wie schön leuchtet der Morgenstern!, Julius Sturm

Wie schön leuchtet der Morgenstern! / Hab' doch kein andres Lied so gern! / Mit Tränen füllt sich jedes Mal / Mein Auge, spiel' ich den Choral.
- Wie Sultan Mahmud Recht vollstreckt, Adolf Friedrich von Schack

Vor Mahmuds Thron kniet Nureddin: „O Padischah“ ich fordre Recht! / Ein Krieger deines Hofes hat ruchloser Unbill sich erfrecht!
- Wintermorgen, Ludwig Uhland

Ein trüber Wintermorgen war’s, / Als wollt’ es gar nicht tagen, / Und eine dumpfe Glocke ward / Im Nebel angeschlagen.
- Wo Bismarck liegen soll, Theodor Fontane

Nicht in Dom oder Fürstengruft, / er ruh’ in Gottes freier Luft / draußen auf Berg und Halde, / noch besser tief, tief im Walde;
- Württemberg, Ludwig Uhland

## Z
- Zeitelmoos, August Kopisch

»Geht hinein, ihr Kleinen, wärmet euch am Feuer, / Am Abend ist’s im Zeitelmoose nicht geheuer!«
- Zigeunerlied, Hermann Löns

Die Lisa eine Hexe war, / das wußten alle Leute. / Als Kätzchen ging sie gestern um, / als Käuzchen flog sie heute.
- Zwei Liebchen, Eduard Mörike

Ein Schifflein auf der Donau schwamm, / Drin saßen Braut und Bräutigam, / Er hüben und sie drüben.